# Pessegueiro do Vouga
Pour les articles homonymes, voir Pessegueiro.
Pessegueiro do Vouga est une paroisse civile portugaise (en portugais : freguesia) de la municipalité de Sever do Vouga dans le district d'Aveiro.

## Géographie
Pessegueiro do Vouga est située au sud de la paroisse de Sever do Vouga. Elle est bordée par la Vouga, qui délimite son territoire au sud et à l'est.

## Démographie
Lors du recensement de 2021, Pessegueiro do Vouga compte 1 715 habitants.